# بيكاسا
بيكاسا (بالإنجليزية: Picasa)‏ هو برنامج لتنظيم وتحرير الصور الرقمية، تم إنشاءه من قبل أيديالاب [الإنجليزية] وهو الآن مملوكاً من قبل جوجل. بيكاسا هو نتيجة دمج اسم بابلو بيكاسو الرسام الأسباني، عبارة مي كاسا mi casa والتي تعني بيتي my house، كلمة بيك pic لكلمة صورة Picture. في يوليو 2004، بدأت جوجل بعرض بيكاسا للتحميل المجاني.
يوجد دعم أساسي لبيكاسا لويندوز إكس بي وويندوز فيستا، ويوجد نسخة متاحة للينكس من خلال جوجل لابس. هناك نسخة قديمة متاحة لويندوز 98 وميلينيوم فقط.

## تاريخ النسخة

### نظام التشغيل ويندوز
اعتبارًا من يناير 2015، كان أحدث إصدار من بيكاسا هو 3.9، والذي يدعم أنظمة التشغيل ويندوز إكس بي وويندوز فيستا وويندوز 7، ويحتوي على ما يُسمى «تكامل جوجل بلس» لمستخدمي تلك الخدمة. أزال الإصدار 3.9 أيضًا التكامل مع ألبومات الويب بيكاسا لمستخدمي جوجل بلس.

### نظام التشغيل لينكس
منذ يونيو 2006، أصبحت إصدارات لينكس متاحة للتنزيل المجاني لمعظم توزيعات نظام التشغيل لينكس. إنه ليس برنامج لينكس أصليًا ولكنه إصدار ويندوز مُكيَّف يستخدم مكتبات Wine. أعلنت جوجل أنه لن يكون هناك إصدار لينكس لـ 3.5. في الوقت الحالي، قدمت جوجل رسميًا بيكاس 3.0 بيتا لنظام التشغيل لينكس.
في 20 أبريل 2012، أعلنت جوجل أنها ستوقف بيكاسا لنظام التشغيل لينكس ولن تحتفظ به لنظام التشغيل لينكس.
لاستخدام أحدث إصدار من بيكاسا على لينكس، يمكن لمستخدمي لينكس استخدام Wine وتثبيت بيكاسا لنظام التشغيل مايكروسوفت ويندوز. يمكن لمستخدمي Linux استخدام برامج أخرى للتحميل إلى ألبومات الويب بيكاسا، بما في ذلك Shotwell وDigikam.

### نظام التشغيلماك أو إس
في 5 يناير 2009، أصدرت جوجل إصدارًا تجريبيًا من بيكاسا لنظام التشغيل ماك (أجهزة Mac المستندة إلى Intel فقط). أيضًا، يتوفر مكون إضافي لـ iPhoto للتحميل إلى خدمة استضافة ألبومات الويب بيكاسا. هناك أيضًا أدوات تحميل مستقلة لألبومات الويب بيكاسا لنظام التشغيل OS X 10.4 أو أحدث. Picasa for Mac هو أحد إصدارات Google Labs.

## سمات

### التنظيم والتحرير
لتنظيم الصور، يحتوي بيكاسا على ميزات لاستيراد الملفات وتتبعها، بالإضافة إلى العلامات والتعرف على الوجه والمجموعات لمزيد من الفرز. كما يوفر العديد من وظائف تحرير الصور الأساسية، بما في ذلك تحسين اللون وتقليل العين الحمراء والاقتصاص. تشمل الميزات الأخرى عروض الشرائح والطباعة والمخططات الزمنية للصور. يمكن أيضًا تحضير الصور للاستخدام الخارجي، مثل البريد الإلكتروني أو الطباعة، عن طريق تقليل حجم الملف وإعداد تخطيطات الصفحة. يوجد أيضًا تكامل مع خدمات طباعة الصور عبر الإنترنت. تشمل ميزات التحرير البسيطة الأخرى إضافة نص إلى الصورة. تدعم بيكاسا تنسيق صور Google WebP بالإضافة إلى تنسيق JPG ومعظم تنسيقات الصور الأولية (ملفات RAW). يمكن للمستخدم عرض ملفات RAW وتحريرها وحفظ التحرير النهائي (بتنسيق JPG أو أشكال أخرى) دون أي تغييرات على ملف RAW الأصلي.

### الكلمات الدالة
يستخدم بيكاسا ملفات picasa.ini لتتبع الكلمات الأساسية لكل صورة. بالإضافة إلى ذلك، يقوم بيكاسا بإرفاق بيانات الكلمة الأساسية لنموذج تبادل معلومات IPTC (IPTC) بملفات JPEG، ولكن ليس بأي تنسيق ملف آخر. يمكن قراءة الكلمات الرئيسية المرفقة بملفات JPEG في بيكاسا بواسطة برامج مكتبة الصور الأخرى مثل Adobe Photoshop Album وAdobe Bridge وAdobe Photoshop Lightroom وdigiKam وAperture وiPhoto.

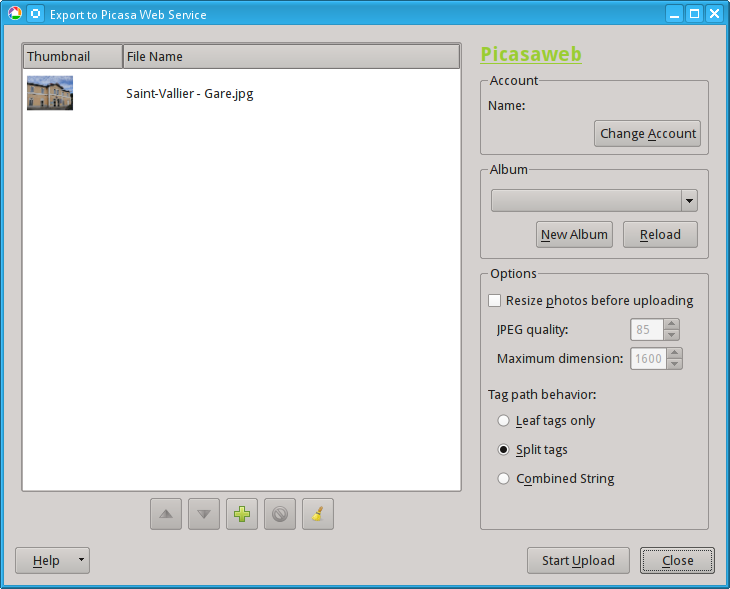
تصدير واجهة البرنامج المساعد للصور كيدي (KIPI) إلى Picasaweb

وفقًا لـ Picasa Readme، يمكن لبيكاسا تحليل بيانات النظام الأساسي للبيانات الوصفية الموسعة (XMP). ومع ذلك، لا يمكنه البحث في الملفات المحلية عن الكلمات الرئيسية الموجودة في XMP. [التوضيح مطلوب]

### البحث
يحتوي بيكاسا على شريط بحث يمكن رؤيته دائمًا عند عرض المكتبة. عمليات البحث مباشرة، بحيث تتم تصفية العناصر المعروضة كنوع واحد. سيبحث شريط البحث في أسماء الملفات والتعليقات والعلامات وأسماء المجلدات والبيانات الوصفية الأخرى.
يحتوي بيكاسا أيضًا على ميزة تجريبية تتيح البحث عن الصور التي تحتوي على ألوان معينة باستخدام عامل التشغيل «اللون».

### المعاينة
لا توجد نافذة عرض منفصلة في بيكاسا. لا يوجد سوى «عرض تحرير» مع منطقة عرض. عرض ملء الشاشة متاح في وضع عرض الشرائح، عن طريق الضغط باستمرار على مفتاحي ctrl + alt أثناء «تحرير العرض»، أو عن طريق الضغط على مفتاح Alt Gr. هذه الميزة متاحة أيضًا من خلال قائمة السياق في Windows Explorer ، وتوفر أيضًا طريقة لبدء تشغيل محرر بيكاسا.

### دعم
في بيكاسا 2 والإصدارات السابقة، تؤدي التغييرات التي تم إجراؤها على الصور في بيكاسا إلى استبدال الملف الأصلي، ولكن يتم حفظ نسخة احتياطية من الملف الأصلي في مجلد مخفي باسم «النسخ الأصلية» في نفس المجلد مثل الصورة الأصلية (.picasaoriginals على نظام التشغيل Mac OS X).
في بيكاسا 3، يتم حفظ التغييرات التي تم إجراؤها على الصور التي تم إجراؤها في بيكاسا في ملف مخفي picasa.ini في نفس المجلد مثل الصورة الأصلية. يسمح هذا بإجراء تعديلات متعددة دون تغيير الصورة الأصلية. سيؤدي عرض الصورة في بيكاسا أو استخدام عارض صور بيكاسا إلى إجراء تعديلات على الفور، بينما سيؤدي العرض من خلال البرامج الأخرى (مثل عارض الصور والفاكسات في نظام التشغيل Windows XP) إلى عرض الصورة الأصلية. يمكن أيضًا إجراء التغييرات بشكل دائم باستخدام وظيفة «حفظ»، حيث يتم نسخ الملف الأصلي احتياطيًا في مجلد مخفي.picasaoriginals موجود في نفس المجلد مثل الصورة الأصلية ويتم كتابة النسخة المعدلة في مكانها.

### تمييز الوجوه
في 15 أغسطس 2006، أعلنت Google أنها استحوذت على Neven Vision، التي يمكن استخدام تقنيتها للبحث عن ميزات داخل الصور مثل الأشخاص أو المباني. طبقت Google هذه التقنية للتعرف على الوجوه، وتم إطلاق هذه الوظيفة في ألبومات الويب بيكاسا في 2 سبتمبر 2008.
تتضمن Neven Vision العديد من براءات الاختراع التي تركز بشكل خاص حول التعرف على الوجوه من الصور الرقمية وصور الفيديو.

### تحديد الموقع الجغرافي
منذ يونيو 2007، يمكن لبيكاسا كتابة الإحداثيات الجغرافية لبيانات Exif الوصفية، وبالتالي تحديد الموقع الجغرافي للصورة. [بحاجة لمصدر]
منذ الإصدار 3.5 من بيكاسا، يمكن وضع العلامات الجغرافية مباشرة داخل بيكاسا، في لوحة الأماكن.
تم وصف وظيفة تحديد الموقع الجغرافي في دليل مستخدم بيكاسا.

## تطبيقات بيكاسا الأخرى

### ألبومات الويب بيكاسا
المقال الرئيسي: ألبومات الويب بيكاسا
بالإضافة إلى + Google، تم دمج بيكاسا أيضًا مع ألبومات الويب بيكاسا، وهي خدمة ويب لاستضافة الصور ومشاركتها. سمحت الخدمة للمستخدمين الذين لديهم حساب Google بتخزين ومشاركة صورهم على الخدمة. تلقى المستخدمون الذين لديهم حساب في Google+ مساحة تخزين غير محدودة للصور بدقة أقل من 2048 × 2048 بكسل؛ تلقى جميع الآخرين مساحة تخزين غير محدودة للصور بدقة أقل من 800 × 800.

### مرحبا
Hello by Google كان برنامج Picasa عبارة عن برنامج كمبيوتر مجاني مكّن المستخدمين من إرسال الصور عبر الإنترنت ونشرها في مدوناتهم. كان مشابهًا لبرنامج المراسلة الفورية لأنه يسمح للمستخدمين بإرسال رسائل نصية، لكن Hello ركز على الصور الرقمية. يمكن للمستخدمين اختيار عرض نفس الصور مثل أصدقائهم في الوقت الفعلي. إحدى المزايا التي يُطالب بها الموقع هي أنه يمكن مشاركة الصور من خلال جدران الحماية.
تم إلغاء الخدمة في نهاية عام 2006، وتم توجيه المستخدمين لتجربة وظيفة «مدونة بيكاسا» لتحميل الصور إلى مدوناتهم. وفقًا للموقع الرسمي، [23] تم إغلاق مشروع Hello في 15 مايو 2008.

## التوقف
في 12 فبراير 2016، أعلنت Google أنه سيتم إيقاف تطبيق Picasa لسطح المكتب في 15 مارس 2016، متبوعًا بإغلاق خدمة ألبومات الويب بيكاسا في 1 مايو 2016. [24] صرحت Google أن السبب الرئيسي لإيقاف بيكاسا هو أنها أرادت تركيز جهودها «كليًا على خدمة صور واحدة» عبر صور Google عبر الأنظمة الأساسية والمستندة إلى الويب. أثناء انتهاء دعم إصدار سطح المكتب من بيكاسا، صرحت Google أن المستخدمين الذين قاموا بتنزيل البرنامج، أو الذين اختاروا تنزيله قبل الموعد النهائي في 15 مارس، سيظلون قادرين على استخدام وظائفه، وإن كان ذلك بدون دعم من Google. [25]

## وصلات خارجية
- الموقع الرسمي